# Shūzō Kuki
Shūzō Kuki (九鬼 周造 'Kuki Shūzō'?) (Tokio, 15 de febrero de 1888 - Kioto, 6 de mayo de 1941) fue un crítico de arte, filósofo y poeta japonés.

## Biografía
Kuki fue el cuarto hijo del barón Kuki Ryūichi (九鬼 隆), un alto burócrata del Ministerio de Cultura y Educación Meiji (Monbushō). Dado que parece que la madre de Kuki, Hatsu, ya estaba embarazada cuando se enamoró de Okakura Kakuzō (岡倉 覚三), también conocido como Okakura Tenshin (岡倉 天心), un protegido de su marido (un notable mecenas de las artes), el rumor de que Okakura era el padre de Kuki parecería infundado. Es cierto, sin embargo, que Shūzō, cuando era niño, después de que su madre se separara y luego se divorciara de su padre, pensaba en Okakura, que lo visitaba a menudo, como su verdadero padre, y más tarde ciertamente lo consideró su padre espiritual. De Okakura heredó gran parte de su fascinación por la estética y tal vez por los idiomas extranjeros, ya que, de hecho, su fascinación por los peculiares códigos culturales de los barrios de placer de Japón debe algo al hecho de que su madre había sido una geisha.
A los 23 años en 1911 (Meiji 44), Kuki se convirtió al catolicismo, y fue bautizado en Tokio como Franciscus Assisiensis Kuki Shūzō. El idealismo y la introspección que implicaba esta decisión fueron evidencia temprana de cuestiones que tendrían resonancia en su mentalidad característica de hombre maduro.
Kuki, licenciado en Filosofía por la Universidad Imperial de Tokio, pasó ocho años en Europa para pulir sus conocimientos de lenguas y profundizar sus ya importantes estudios sobre el pensamiento occidental contemporáneo. En la Universidad de Heidelberg, estudió con el neokantiano Heinrich Rickert y contrató a Eugen Herrigel como tutor. En la Universidad de París, quedó impresionado por la obra de Henri Bergson, a quien llegó a conocer personalmente, y contrató al joven Jean-Paul Sartre como tutor de francés. Es poco conocido fuera de Japón que Kuki influyó en Jean-Paul Sartre para que desarrollara un interés por la filosofía de Heidegger.
En la Universidad de Friburgo, Kuki estudió fenomenología con Edmund Husserl; y conoció a Martin Heidegger en la casa de aquel. Se trasladó a la Universidad de Marburgo para asistir a las conferencias del semestre de invierno de 1927/1928 sobre la interpretación fenomenológica de la Crítica de la razón pura de Kant (publicada como volumen 25 en la Heidegger Gesamtausgabe), y al seminario de Heidegger "El ensayo de Schelling sobre la esencia de la libertad humana". El semestre siguiente (verano de 1928) asistió a la conferencia de Heidegger sobre la lógica a la luz de Leibniz (HGA 26) y a su seminario sobre la Física de Aristóteles. Entre sus compañeros de estudios durante estos años en Europa se encontraban Tetsurō Watsuji y Kiyoshi Miki.
Poco antes de su partida de Europa, Kuki Shūzō celebró dos conferencias públicas en la reunión de filósofos de Pontigny en 1928. Uno de los temas que abordó fue la noción “oriental” del tiempo, tratando el tema de la metempsícosis.

## Carrera
Poco después del regreso de Kuki a Japón, escribió y publicó su obra más importante, La estructura de "Iki" (1930). En esta obra se propone hacer un análisis fenomenológico del iki, una variedad de la cultura japonesa habitual en Edo en el periodo Tokugawa, y afirma que constituía uno de los valores esenciales de aquella.
Kuki aceptó un puesto de profesor en la Universidad de Kioto, entonces un destacado centro de valores y pensamiento cultural conservador. Sus primeras conferencias se centraron en Descartes y Bergson. En el contexto de una facultad con una formación filosófica principalmente germánica, sus conferencias ofrecían una perspectiva algo diferente basada en el trabajo de los filósofos franceses.
Se convirtió en profesor asociado en 1933 (Shōwa 8); y ese mismo año publicó el primer estudio en formato de libro sobre Martin Heidegger que apareció en japonés.  En este contexto, es digno de mención que el filósofo alemán hizo referencia explícita a una conversación "entre un japonés y un investigador"  en En el camino hacia el lenguaje (Aus einem Gespräch von der Sprache).  Además, Heidegger expresó su deseo de haber escrito el prefacio para la traducción alemana de La estructura del "iki".
En la Universidad de Kioto, Kuki fue ascendido a profesor de Filosofía en marzo de 1934 (Shōwa 10). Al año siguiente publicó El problema de la contingencia, también conocido como El problema de lo accidental.  Esta obra se desarrolló a partir de sus experiencias personales en Europa y las influencias de Heidegger. Como hombre japonés soltero dentro de una sociedad "blanca" o no japonesa que lo abarcaba, consideró hasta qué punto se había convertido en un ser carente de necesidades.  Sus conferencias en la Universidad de Kioto sobre Heidegger, El hombre y la existencia, se publicaron en 1939.
Desde mediados de los años treinta, mientras Japón derivaba hacia el totalitarismo y la guerra en China se prolongaba, Kuki no pareció estar muy preocupado por el crecimiento del fascismo.
En 1941, a la edad de 53 años, Kuki murió tras un ataque de peritonitis. Sus manuscritos se conservan actualmente en la Biblioteca de la Universidad de Konan.

## Obras publicadas
- A tiempo [Propos sur le temps] (París: Philippe Renouard, 1928).
- La estructura de “Iki” [「いき」の構造] (Tokio: Iwanami Shoten, 1930). [26]
- El problema de la contingencia [偶然性の問題] (Tokio: Iwanami Shoten, 1935). [27]
- Humanidad y existencia [人間と実存] (Tokio: Iwanami Shoten, 1939). [28]Una colección de ensayos sobre filosofía.

Publicadas póstumamente :
- Teoría literaria [文芸論] (Tokio: Iwanami Shoten, 1941). [29]Una colección de ensayos sobre literatura.
- Escritos ocasionales [遠里丹婦麗天] (Tokio: Iwanami Shoten, 1941).
- París de mi mente [巴里心景] (Tokio: Kôchô Shôrin, 1942). [30]Una colección de poesía.
- Un borrador de historia de la filosofía occidental moderna [西洋近世哲学史稿] (Tokio: Iwanami Shoten, 1944).
- Conferencias sobre filosofía francesa contemporánea [現代フランス哲学講義] (Tokio: Iwanami Shoten, 1957).